# Sangue e arena (film 1941)
Sangue e arena (Blood and Sand) è un film diretto da Rouben Mamoulian nel 1941 e tratto dal romanzo Sangre y arena di Vicente Blasco Ibáñez (1909) È il remake dell'omonimo film muto del 1922 con Rodolfo Valentino.

## Trama
Juan Gallardo, figlio di un torero di Siviglia (Spagna) morto nell'arena, volendo seguire le orme paterne lascia casa e famiglia per raggiungere Madrid con quattro suoi amici. Trascorsi dieci anni, dopo essere diventato un modesto matador, Juan torna nella sua città natale e ritrova la stessa povertà e Carmen Espinosa, la stessa ragazza che si era innamorata di lui avendolo visto una notte alle prese con un toro. Deciso ad aiutare la famiglia e a sposare Carmen, il giovane riesce finalmente a diventare un torero ricco e acclamato. La sua fama, però, attira le attenzioni di Doña Sol, avvenente e sensuale nipote di un nobile che lo irretisce con le sue grazie. Quando il torero capirà finalmente il proprio errore si riconcilierà con la moglie Carmen ma l'ultima corrida gli sarà purtroppo fatale.

## Produzione
Il film fu prodotto dalla Twentieth Century Fox Film Corporation. Venne girato dal gennaio all'aprile 1941 in parte a Città del Messico per le scene in esterni con le corride e, per gli interni, allo Stage 5, ai 20th Century Fox Studios, al 10201 di Pico Blvd., Century City, (Los Angeles).
Il regista Budd Boetticher, benché non appaia accreditato, partecipò al film come consulente tecnico e come regista del numero musicale El Torero. Le coreografie furono curate da Hermes Pan e da Geneva Sawyer. Il torero Francisco Gómez Delgado (non accreditato) diede la sua consulenza per le scene di corrida, facendo da controfigura a Tyrone Power nei combattimenti nell'arena.

## Distribuzione
Distribuito dalla Twentieth Century Fox Film Corporation, il film venne presentato in prima a New York il 22 maggio 1941, uscendo poi in sala il 30 maggio. Ebbe una distribuzione internazionale e, nel 1948 e nel 1963, ne vennero curate due riedizioni.

## Riconoscimenti
- 1942 - Premio Oscar
  - Oscar alla migliore fotografia (colore)

## Colonna sonora
- Rita Hayworth, suonando la chitarra, cantò la celebre canzone Verde luna, doppiata per l'occasione da Mercedes Ruffino.[1] Anche i movimenti di chitarra della Hayworth sono finti, poiché la mano sinistra regge solo il manico senza mai cambiare note e accordi.[8]
- Gran parte della musica è la melodia Giochi proibiti, di paternità incerta, che diverrà celebre come colonna sonora dell'omonimo film di René Clément, del 1952.